# Liste d'épreuves cyclistes sur route
 (mars 2015).
Depuis l'invention du cyclisme sportif, de nombreuses épreuves ont été imaginées par les organisateurs, souvent des directeurs de journaux comme L'auto ou Le vélo en France. Certaines courses se sont adaptées, d'autres épreuves comme le Paris-Brest-Paris, soit mille kilomètres sans arrêt ont disparu, car trop difficiles.
Depuis 2005, les courses sur route sont classées en catégorie : UCI World Tour, Calendrier Historique, 1.HC, 1.1, 1.2 (pour les courses d'un jour) et 2.HC, 2.1, 2.2 (pour les courses à étapes).

Il existe également les championnats du monde (CM) et nationaux (CN), des courses nationales (NE) et des critériums ou kermesse.

## Afrique

### Afrique du Sud
- 2.2 -  Giro del Capo

### Burkina Faso
- 2.2 -  Tour du Faso

### Cameroun
- 2.2 -  Grand Prix Chantal Biya
- 2.2 -  Tour du Cameroun

### République démocratique du Congo
- 2.? - Tour cycliste international de la République démocratique du Congo

### Côte-d'Ivoire
- 2.1 -  Tour ivoirien de la Paix

### Égypte
- 2.2 -  Tour d'Égypte
- 1.2 -  Grand Prix de Sharm el-Sheikh

### Érythrée
- 2.2 -  Tour d'Érythrée

### Gabon
- 2.1 -  Tropicale Amissa Bongo

### Libye
- 2.2 -  Tour de Libye
- 1.2 -  Grand Prix of Al Fatah

### Mali
- 2.2 -  Tour du Mali

### Maroc
- 2.2 -  Tour du Maroc

### Rwanda
- 2.2 -  Tour du Rwanda

### Bénin
- 2.2- Tour du Bénin

## Amérique

### Argentine
- 2.1 -  Tour de San Luis

### Brésil
- 2.2 -  Tour de l'intérieur de São Paulo
- 2.2 -  Volta Ciclística Internacional de Gravataí
- 2.2 -  Tour de Santa Catarina
- 2.2 -  Tour du Paraná
- 1.2 -  Prova Ciclística 9 de Julho
- 2.2 -  Volta Ciclística Internacional de Campos
- 2.2 -  Tour du Brésil-Tour de l'État de Sao Paulo

### Bolivie
- 2.2 -  Tour de Bolivie
- 2.2 -  Doble Sucre Potosi GP Cemento Fancesa

### Canada
- 1.2 -  La Visite Chrono de Gatineau
- 2.2 -  Tour de Beauce
- 2.2 -  Grand Prix cycliste de Saguenay

### Colombie
- 2.2 -  Tour de Colombie

### Costa Rica
- 2.2 -  Tour du Costa Rica

### Cuba
- 2.2 -  Tour de Cuba

### Équateur
- 2.2 -  Tour de l'Équateur

### États-Unis
- 1.1 -  Austin International
- 2.HC -  Tour de Géorgie
- 2.1 -  Tour de Californie
- 1.2 -  Tour of the Battenkill
- 1.2 -  Air Force Cycling Classic
- 1.HC -  Philadelphia International Championship
- 1.2 -  U.S. Cycling Open
- 2.2 -  Tour de New York
- 2.HC -  Tour du Missouri
- 1.2 -  Univest Grand Prix

### Guadeloupe
- 2.2 -  Tour cycliste international de la Guadeloupe

### Guatemala
- 2.2 -  Tour du Guatemala

### Martinique
- 2.2 -  Tour cycliste international de la Martinique

### Mexique
- 2.1 -  Tour de Chihuahua
- 2.2 -  Tour du Chiapas
- 2.2 -  Tour du Mexique

### Porto Rico
- 1.2 -  San Antonio de Padua Classic Event Guayama

### République dominicaine
- 2.2 -  Vuelta a la Independencia Nacional

### Uruguay
- 2.2 -  Rutas de América
- 2.2 -  Tour de l'Uruguay

### Venezuela
- 2.2 -  Tour du Táchira
- 2.2 -  Vuelta Internacional del Café
- 2.2 -  Tour du Venezuela

## Asie

### Chine
- 2.HC -  Tour of Qinghai Lake
- 2.HC -  Tour of Hainan

### Corée du Sud
- 2.2 -  Tour de Corée
- 1.2 -  Tour de Séoul

### Émirats arabes unis
- 1.2 -  H. H. Vice President Cup
- 1.2 -  Emirates Cup

### Inde
- 2.2 -  Mumbai Cyclothon
- 2.2 -  Tour d'Inde

### Indonésie
- 2.2 -  Tour d'Indonésie
- 2.2 -  Tour de Singkarak
- 2.2 -  Tour de Java oriental
- 1.2 -  Tour de Jakarta

### Iran
- 2.2 -  Tour of Milad du Nour
- 2.2 -  Tour d'Azerbaïdjan
- 2.2 -  Kerman Tour
- 2.2 -  President Tour of Iran

### Japon
- 1.HC -  Japan Cup
- 2.2 -  Tour de Okinawa
- 2.2 -  Tour du Japon
- 2.2 -  Tour de Kumano
- 2.2 -  Tour de Hokkaido
- 1.2 -  Kumamoto International Road Race

### Malaysie
- 2.HC -  Tour de Langkawi
- 2.2 -  Jelajah Malaysia
- 2.2 -  Melaka Governor Cup

### Oman
- 2.1 -  Tour d'Oman

### Philippines
- 2.2 -  Tour des Philippines

### Qatar
- 2.1 -  Tour du Qatar
- 1.1 -  International Grand Prix Doha

### Taiwan
- 2.2 -  Tour de Taïwan

## Europe

### Allemagne
- UCI World Tour -  Tour d'Allemagne (Plus organisé depuis 2008)
- UCI World Tour -  Vattenfall Cyclassics
- 1.HC -  Grand Prix de Francfort
- 1.HC -  Tour de Cologne
- 1.1 -  Grand Prix de la Forêt-Noire
- 1.1 -  LuK Challenge
- 1.1 -  Neuseen Classics – Rund um die Braunkohle
- 1.1 -  Tour de Nuremberg
- 1.1 -  Tour de Bochum
- 1.1 -  Tour de la Hainleite
- 1.1 -  Tour de Münster
- 1.2 -  Tour de Düren
- 2.HC -  Tour de Bavière
- 2.1 -  Drei-Länder-Tour
- 2.1 -  Tour de Basse-Saxe
- 2.1 -  Rothaus Regio-Tour
- 2.1 -  Tour de Rhénanie-Palatinat
- 2.1 -  Tour de Saxe
- Féminine 2.1 -  Tour de Thuringe féminin
- 2.2U - Tour de Berlin

### Belgique
- UCI World Tour -  Eneco Tour
- UCI World Tour -  Tour des Flandres
- UCI World Tour -  Gand-Wevelgem
- UCI World Tour -  Flèche wallonne
- UCI World Tour -  Liège-Bastogne-Liège
- 1.HC -  Grand Prix E3
- 1.HC -  Grand Prix de l'Escaut
- 1.HC -  Circuit Het Nieuwsblad
- 1.HC -  Paris-Bruxelles
- 1.1 -  Course des raisins
- 1.1 -  Grand Prix Jef Scherens
- 1.1 -  Grand Prix Pino Cerami
- 1.1 -  Grand Prix de Wallonie
- 1.1 -  Halle-Ingooigem
- 1.1 -  Mémorial Rik Van Steenbergen
- 1.1 -  Prix national de clôture
- 1.1 -  Nokere Koerse
- 1.1 -  Circuit des bords flamands de l'Escaut
- 1.1 -  Flèche brabançonne
- 1.1 -  À travers les Flandres
- 1.1 -  Tour du Groene Hart
- 1.1 -  Coupe Sels
- 1.1 -  Kuurne-Bruxelles-Kuurne
- 2.HC -  Trois Jours de La Panne
- 2.HC -  Tour de Wallonie
- 2.1 -  Tour de Belgique
- 2.1 -  Tour de Wallonie picarde
- 2.1 -  Trois Jours de Flandre-Occidentale
- 2.1 -  Championnat des Flandres

### Danemark
- 2.HC -  Tour du Danemark

### Espagne
- UCI World Tour -  Tour du Pays basque
- UCI World Tour -  Classique de Saint-Sébastien
- UCI World Tour -  Tour de Catalogne
- UCI World Tour -  Tour d'Espagne
- 1.1 -  Clásica de Almería
- 1.1 -  Gran Premio Miguel Induráin
- 1.1 -  Klasika Primavera
- 1.1 -  Classique d'Ordizia
- 1.1 -  Subida al Naranco
- 1.1 -  Trofeo Cala Millor-Cala Bona
- 1.1 -  Trofeo Calvia
- 1.1 -  Trofeo Mallorca
- 1.1 -  Trofeo Pollença
- 1.2 -  Clásica Memorial Txuma
- 2.HC -  Tour de Burgos
- 2.HC -  Euskal Bizikleta
- 2.1 -  Tour d'Aragon
- 2.1 -  Vuelta a Asturias
- 2.1 -  Clásica de Alcobendas
- 2.1 -  Tour de Murcie
- 2.1 -  Tour d'Andalousie
- 2.1 -  Tour de la Communauté valencienne
- 2.1 -  Tour de Castille-et-León
- 2.1 -  Tour de la communauté de Madrid
- 2.1 -  Tour de La Rioja
- 2.2 -  Circuito Montañés
- 2.2 -  Tour de Lleida
- 2.2 -  Vuelta a León
- 2.2 -  Tour d'Estrémadure
- 2.2 -  Vuelta a Navarra

### France
Liste des courses masculines sur route inscrites au calendrier UCI 2025 :
- Championnats de France de cyclisme sur route
- UCI World Tour -  Tour de France
- UCI World Tour -  Critérium du Dauphiné libéré
- UCI World Tour -  Paris-Nice
- UCI World Tour -  Bretagne Classic
- UCI World Tour -  Paris-Roubaix
- 2.Pro -  Boucles de la Mayenne
- 2.Pro -  Quatre Jours de Dunkerque
- 1.Pro -  Ardèche Classic
- 1.Pro -  Circuit franco-belge
- 1.Pro -  Drôme Classic
- 1.Pro -  Classique Dunkerque Grand prix des Hauts-de-France
- 1.Pro -  Grand Prix de Denain
- 1.Pro -  Grand Prix de Fourmies
- 1.Pro -  Grand Prix du Morbihan
- 1.Pro -  Paris-Tours
- 1.Pro -  Tro Bro Léon
- 2.1 -  Étoile de Bessèges
- 2.1 -  Route du Sud
- 2.1 -  Tour de l'Ain
- 2.1 -  Tour des Alpes-Maritimes (anciennement Tour du Haut-Var)
- 2.1 -  Tour du Limousin
- 2.1 -  Région Pays de la Loire Tour (anciennement Circuit de la Sarthe)
- 2.1 -  Tour Poitou-Charentes en Nouvelle-Aquitaine
- 2.1 -  Tour de La Provence
- 1.1 -  Boucles de l'Aulne
- 1.1 -  Cholet Agglo Tour (Cholet-Pays de Loire jusqu'en 2023)
- 1.1 -  Chrono des Nations
- 1.1 -  Classic Grand Besançon Doubs
- 1.1 -  Classic Loire-Atlantique
- 1.1 -  Classic Var
- 1.1 -  Grand Prix d'Isbergues
- 1.1 -  Grand Prix d'ouverture La Marseillaise
- 1.1 -  Mont Ventoux Dénivelé Challenges
- 1.1 -  Mercan'Tour Classic Alpes-Maritimes
- 1.1 -  Paris-Camembert
- 1.1 -  Paris-Chauny
- 1.1 -  Polynormande
- 1.1 -  Roue Tourangelle
- 1.1 -  Route Adélie de Vitré
- 1.1 -  Tour du Doubs
- 1.1 -  Tour du Finistère
- 1.1 -  Tour du Jura
- 1.1 -  Tour de Vendée
- 2.2 -  Alpes Isère Tour
- 2.2 -  Circuit des Ardennes international
- 2.2 -  Kreiz Breizh Elites
- 2.2 -  Ronde de l'Oise
- 2.2 - Tour Alsace
- 2.2 - Tour de Bretagne
- 2.2 -  Tour cycliste international de la Guadeloupe
- 2.2 -  Tour du Loir-et-Cher
- 2.2 -  Tour de la Mirabelle (organisée en 2024, mais pas de dates  en 2025)
- 1.2 -  Grand Prix de Lillers-Souvenir Bruno Comini
- 1.2 -  Grand Prix international de la ville de Nogent-sur-Oise
- 1.2 -  Grand Prix de Plouay (amateurs)
- 1.2 -  Grand Prix de la Somme
- 1.2 -  Paris-Troyes
- 1.2 -  Tour des 100 Communes

Liste des courses féminines sur route inscrites au calendrier UCI 2025 :
- Championnats de France de cyclisme sur route
- 2.WWT - Tour de France
- 1.WWT - Grand Prix de Plouay
- 1.WWT - Paris-Roubaix
- 1.Pro -  Grand Prix de Fourmies
- 2.1 -  Bretagne Ladies Tour
- 2.1 -  Tour cycliste féminin international de l'Ardèche
- 2.1 -  Tour féminin international des Pyrénées
- 1.1 -  Alpes Grésivaudan Classic
- 1.1 -  Chrono des Nations
- 1.1 -  La Classique Morbihan
- 1.1 -  Grand Prix d'Isbergues
- 1.1 -  Grand Prix du Morbihan Femmes
- 1.1 -  Kreiz Breizh Elites Dames
- 1.1 -  La Périgord Ladies
- 1.1 -  La Picto-Charentaise
- 1.1 -  Pointe du Raz Ladies Classic
- 1.2 -  À travers les Hauts-de-France
- 1.2 -  Région Pays de la Loire Tour féminin

Liste des courses masculines disparues du calendrier UCI :
- Bordeaux-Paris  (plus organisé depuis 1988)
- Grand Prix des Nations  (plus organisé depuis 2004)
- Grand Prix du Midi libre  (plus organisé depuis 2002)
- Paris-Brest-Paris  (plus organisé depuis 1951)
- Paris-Bruxelles  (devenueBrussels Cycling Classic en 2012 et se courant en Belgique)
- Critérium International  (plus organisé depuis 2016)
- Classic Haribo (plus organisé depuis 2006)
- Tour méditerranéen (plus organisé depuis 2016)
- Paris-Corrèze (plus organisé depuis 2016)
- Tour de Picardie (plus organisé depuis 2016)
- Paris-Bourges (pas organisé en 2024 et organisée en amateurs en 2025)
- Tour de Normandie (plus organisé en masculin depuis 2022)

Liste des courses féminines disparues du calendrier UCI :
- La Course by Le Tour (plus organisé en masculin depuis 2021)

### Grande-Bretagne
- 2.HC -  Tour de Yorkshire
- 2.1 -  Tour de Grande-Bretagne

### Irlande
- 2.1 -  Tour d'Irlande

### Italie
- UCI World Tour -  Tour d'Italie
- UCI World Tour -  Tour de Lombardie
- UCI World Tour -  Milan-San Remo
- UCI World Tour -  Tirreno-Adriatico
- 1.HC -  Coppa Placci
- 1.HC -  Tour du Latium
- 1.HC -  Tour du Piémont
- 1.HC -  Tour de Vénétie
- 1.HC -  Tour d'Émilie
- 1.HC -  Trois vallées varésines
- 1.HC -  Strade Bianche
- 1.1 -  Coppa Agostoni
- 1.1 -  Coppa Bernocchi
- 1.1 -  Coppa Sabatini
- 1.1 -  Tour des Apennins
- 1.1 -  Tour de Romagne
- 1.1 -  Tour de Toscane
- 1.1 -  Gran Premio Beghelli
- 1.1 -  Gran Premio Industria e Commercio Artigianato Carnaghese
- 1.1 -  Mémorial Cimurri
- 1.1 -  Memorial Marco Pantani
- 1.1 -  Monte Paschi Eroica
- 1.1 -  Trofeo Laigueglia
- 1.1 -  Trofeo Matteotti
- 1.1 -  Trofeo Melinda
- 2.HC -  Giro del Lazio
- 2.HC -  Giro del Trentino
- 2.1 -  Brixia Tour
- 2.1 -  Giro del Trentino
- 2.1 -  Tour de Sardaigne
- 2.1 -  Semaine internationale Coppi et Bartali
- 2.2 -  Girobio
- 2.2 -  Settimana Ciclistica Lombarda

### Luxembourg
- UCI World Tour -  Eneco Tour
- 2.HC -  Tour de Luxembourg
- 2.2 -  Flèche du Sud

### Pays-Bas
- UCI World Tour -  Amstel Gold Race
- UCI World Tour - Tour des Pays-Bas (Remplacé en 2005 par Eneco Tour puis en 2011 par BinckBank Tour)
- UCI World Tour -  BinckBank Tour
- 1.HC -  Veenendaal-Veenendaal
- 1.1 -  Tour de Drenthe
- 1.1 -  Delta Profronde
- 1.1 -  À travers Gendringen
- 1.1 -  Tour du Groene Hart
- 1.1 -  Tour de Rijke
- 2.1 -  Ster Elektrotoer
- 2.2 -  Olympia's Tour

### Autriche
- 2.HC -  Tour d'Autriche
- 1.2 -  Raiffeisen Grand Prix

### Pologne
- UCI World Tour -  Tour de Pologne
- 1.1 -  Mémorial Henryka Lasaka

### Portugal
- 2.HC -  Tour du Portugal
- 2.1 -  Tour de l'Algarve

### Suisse
- UCI World Tour -  Tour de Romandie
- UCI World Tour -  Tour de Suisse
- 1.HC -  Grand Prix du canton d'Argovie
- 1.1 -  Grand Prix de Chiasso
- 1.1 -  Grand Prix de Lugano

### République tchèque
- 2.HC -  Course de la Paix

### Hongrie
- 2.2 -  Tour de Hongrie

## Océanie

### Australie
- UCI World Tour -  Tour Down Under
- 1.2 -  Melbourne to Warrnambool Classic
- 2.1 -  Herald Sun Tour

### Nouvelle-Zélande
- 2.2 -  Tour de Southland
- 2.2 -  Tour de Wellington